# 밀라 (알제리)

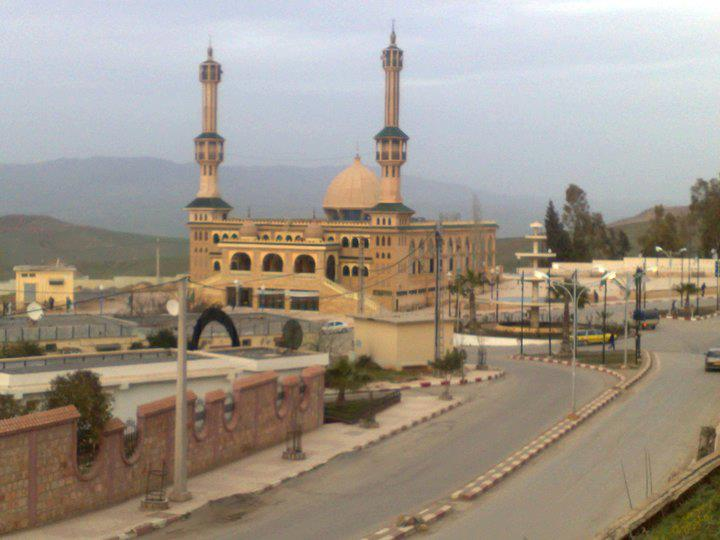
밀라

밀라(아랍어: ميلة, 프랑스어: Mila)는 알제리 북동부에 위치한 도시로 밀라 주의 주도이며 면적은 129.89km2, 인구는 69,052명(2008년 기준)이다.

## 같이 보기
- 알제리의 로마 가톨릭 교구 목록